# Pablo Cepellini
Pablo Daniel Ceppelini Gatto (né le 11 septembre 1991 à Montevideo en Uruguay) est un footballeur uruguayen qui évolue au poste de milieu offensif.
Doté d'un bon bagage technique, il aime jouer derrière les attaquants, il possède un très bon tir et c'est un très bon dribbleur. Il évolue le plus souvent au poste d’ailier gauche et il dispose d'une grande capacité à organiser le jeu de son équipe.

## Biographie

### Débuts en Uruguay
Issu du centre de formation du Bella Vista, il fait ses débuts en équipe première le 22 février 2009 lors du match comptant pour le championnat uruguayen, opposant son équipe au Tacuarembó (2-3 score final), réalisant son premier but de sa carrière professionnelle. Néanmoins, son équipe est rétrogradée en deuxième division à la fin de la saison.
Cependant, l'année suivante, le Bella Vista parvient à dominer le championnat de deuxième division, ce qui permet à Pablo Ceppelini, auteur d'une belle saison, de retrouver l'élite.
L'année suivante est un tournant pour le jeune uruguayen. En effet, ses bonnes prestations lui permettent de rejoindre dès le début de l'année 2011 l'Atlético Peñarol, un des clubs les plus prestigieux dans son pays natal. Néanmoins, sa convocation au Championnat sud-américain de football des moins de 20 ans le privera de porter ses nouvelles couleurs.

### Son arrivée à Cagliari
Le 31 janvier 2011, le Cagliari Calcio annonce l'achat du jeune milieu de terrain uruguayen. Le coût de l'opération fut de 2 350 000 euros. Il choisit le numéro 32, anciennement porté par Alessandro Matri, fraichement transféré à la Juventus.
Après des apparitions avec l'équipe « Primavera » sarde, il fait ses débuts en Serie A face au Cesena, le 8 mai 2011.

### Équipe d'Uruguay espoir
Avec l'équipe espoir uruguayenne, il participe au Championnat sud-américain de football des moins de 20 ans ainsi qu'à la Coupe du monde de football des moins de 20 ans 2011 en Colombie, compétitions durant lesquelles il est l'auteur de belles prestations.